# 楊道真

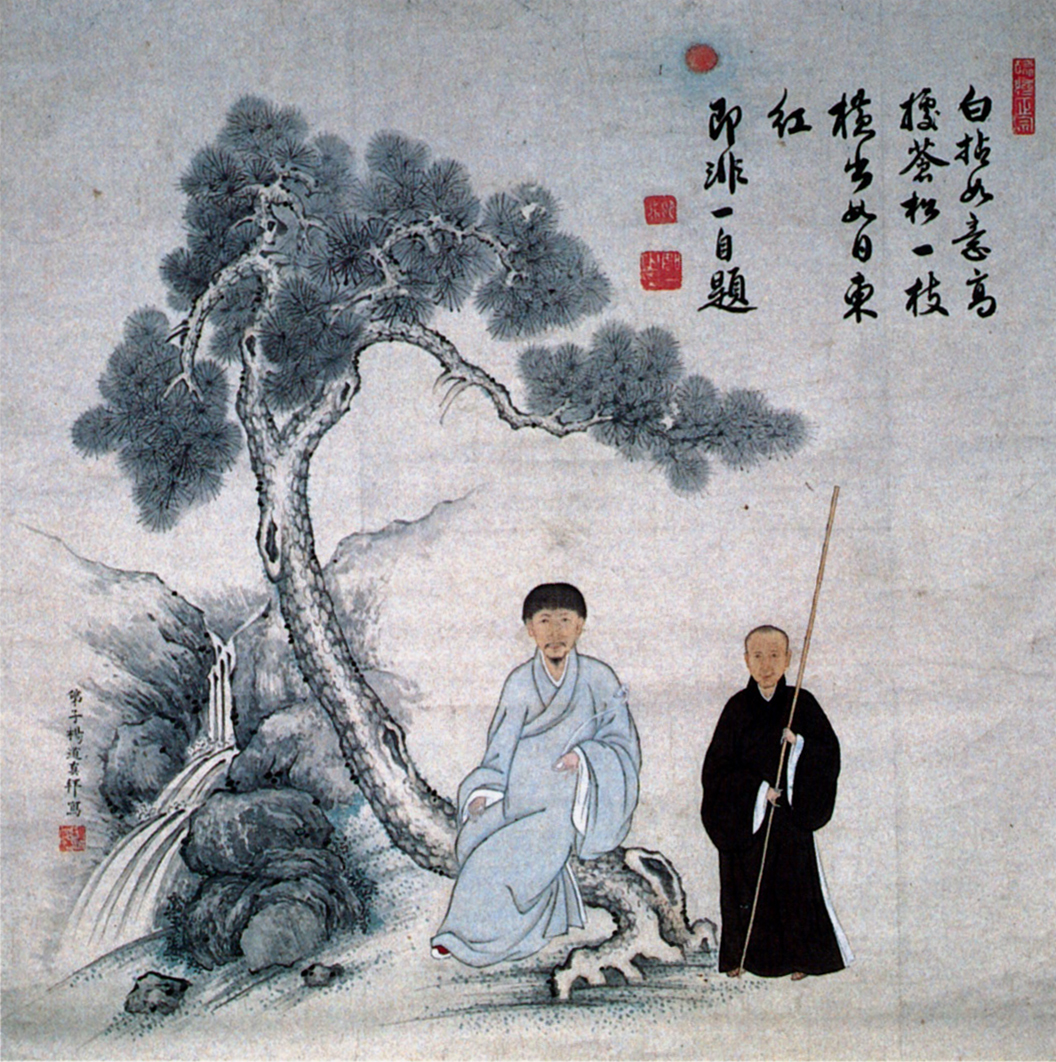
楊道真畫作《即非・柏巌像》

楊道真，字如晦，明末清初畫家。經歷不詳。

## 生平
師從肖像畫家曽鯨，屬於波臣派。楊道真同學有張琦。承応3年(1654年)，跟隨隱元隆琦禪師東渡日本來到長崎。在京都萬福寺有畫作，有10項作品被確認。

## 關聯項目
- 長崎派
- 喜多元規
- 喜多宗雲